# Chile en los Juegos Olímpicos de la Juventud 2014
La participación de Chile en los Juegos Olímpicos de la Juventud de Nankín 2014 es la segunda actuación de este país en los Juegos Olímpicos de la Juventud. La delegación chilena está representada por 15 deportistas -9 hombres y 6 mujeres- que compiten en 9 deportes.

## Deportistas
Chile cuenta con la participación de 15 deportistas en 9 disciplinas.
| Disciplina        | Hombres | Mujeres | Total |
| Atletismo         | 2       | 0       | 2     |
| Equitación        | 1       | 0       | 1     |
| Halterofilia      | 0       | 1       | 1     |
| Natación          | 1       | 0       | 1     |
| Pentatlón moderno | 0       | 1       | 1     |
| Remo              | 2       | 2       | 4     |
| Taekwondo         | 1       | 0       | 1     |
| Triatlón          | 1       | 1       | 2     |
| Vela              | 1       | 1       | 2     |
| Total             | 9       | 6       | 15    |

## Atletismo
| Atleta          | Evento           | Preliminares | Preliminares | Final     | Final |
| Atleta          | Evento           | Resultado    | Lugar        | Resultado | Lugar |
| --------------- | ---------------- | ------------ | ------------ | --------- | ----- |
| Diego Delmonaco | 110 m obstáculos | 13,74        | 10.° (B)     |           |       |

Eventos de lanzamiento
| Atleta                | Evento | Cualificación | Cualificación | Final     | Final |
| Atleta                | Evento | Distancia     | Lugar         | Distancia | Lugar |
| --------------------- | ------ | ------------- | ------------- | --------- | ----- |
| José Miguel Ballivian | Disco  | 51,40         | 15.° (B)      |           |       |

Leyenda: B = Clasificado a la final B (sin medallas); A = Clasificado a la final A (medallas)

## Equitación
| Atleta        | Caballo | Evento           | Ronda 1     | Ronda 1 | Ronda 2     | Ronda 2 | Ronda 2 | Total       | Total |
| Atleta        | Caballo | Evento           | Penalidades | Lugar   | Penalidades | Total   | Lugar   | Penalidades | Lugar |
| ------------- | ------- | ---------------- | ----------- | ------- | ----------- | ------- | ------- | ----------- | ----- |
| Antoine Porte |         | Salto individual |             |         |             |         |         |             |       |

## Halterofilia
| Atleta      | Evento          | Arrancada | Arrancada | Dos tiempos | Dos tiempos | Total | Lugar |
| Atleta      | Evento          | Resultado | Lugar     | Resultado   | Lugar       | Total | Lugar |
| ----------- | --------------- | --------- | --------- | ----------- | ----------- | ----- | ----- |
| Lenka Rojas | Femenino +63 kg |           |           |             |             |       |       |

## Natación
| Atleta       | Evento      | Final   | Final |
| Atleta       | Evento      | Tiempo  | Lugar |
| ------------ | ----------- | ------- | ----- |
| Alonso Pérez | 800 m libre | 8:33,17 | 23.°  |

## Pentatlón moderno
| Atleta        | Evento   | Esgrima (espada a toque único) | Esgrima (espada a toque único) | Esgrima (espada a toque único) | Natación (200 m estilo libre) | Natación (200 m estilo libre) | Natación (200 m estilo libre) | Combinado: tiro/atletismo (10 m pistola de aire)/(3000 m) | Combinado: tiro/atletismo (10 m pistola de aire)/(3000 m) | Combinado: tiro/atletismo (10 m pistola de aire)/(3000 m) | Total puntos | Lugar final |
| Atleta        | Evento   | Resultados                     | Lugar                          | Puntos                         | Tiempo                        | Lugar                         | Puntos                        | Tiempo                                                    | Lugar                                                     | Puntos                                                    | Total puntos | Lugar final |
| ------------- | -------- | ------------------------------ | ------------------------------ | ------------------------------ | ----------------------------- | ----------------------------- | ----------------------------- | --------------------------------------------------------- | --------------------------------------------------------- | --------------------------------------------------------- | ------------ | ----------- |
| Javiera Rosas | Femenino | 10 victorias                   | 15                             | 202                            | 2:22.96                       | 14                            | 272                           |                                                           |                                                           |                                                           |              |             |

## Remo
| Atleta                               | Evento          |         |          | Preliminar | Preliminar | Repechaje | Repechaje | Final   | Final    |
| Atleta                               | Evento          | Tiempo  | Posición | Tiempo     | Posición   | Tiempo    | Posición  | Tiempo  | Posición |
| ------------------------------------ | --------------- | ------- | -------- | ---------- | ---------- | --------- | --------- | ------- | -------- |
| César Abaroa Sebastián Romo Figueroa | Pares masculino | 3:19.61 | 3.°      | 3:15.68    | 4.° (R)    | 3:16.46   | 4.° (B)   | 3:23.44 | 4.°      |
| Antonia Abraham Melita Abraham       | Pares femenino  | 3:40.14 | 1.°      | 3:33.25    | 2.° (R)    | 3:34.76   | 1.° (A)   | 3:39.89 | 5.°      |

Leyenda: R = Clasificado al repechaje; B = Clasificado a la final B (sin medallas); A = Clasificado a la final A (medallas)

## Taekwondo
| Atleta           | Evento           | Ronda de 16            | Cuartos de final       | Semifinal              | Final                  | Lugar |
| Atleta           | Evento           | Contrincante Resultado | Contrincante Resultado | Contrincante Resultado | Contrincante Resultado | Lugar |
| ---------------- | ---------------- | ---------------------- | ---------------------- | ---------------------- | ---------------------- | ----- |
| Gerard Arriagada | Masculino -55 kg | Joo (KOR) P 11-5       | No clasificó           | No clasificó           | No clasificó           | 9.°   |

## Triatlón
| Atleta           | Evento    | Natación (750 m) | Trans 1 | Bicicleta (20 km) | Trans 2 | Corrida (5 km) | Total   | Lugar |
| ---------------- | --------- | ---------------- | ------- | ----------------- | ------- | -------------- | ------- | ----- |
| Javier Martín    | Masculino | 9:39             | 43      | 28:40             | 23      | 16:07          | 55:32   | 5.°   |
| Catalina Salazar | Femenino  | 10:40            | 48      | 33:12             | 25      | 19:39          | 1:04:44 | 19.°  |

## Vela
| Atleta          | Evento             | Carrera | Carrera | Carrera | Carrera | Carrera | Carrera | Carrera | Carrera | Carrera | Carrera | Carrera | Puntos | Posición |
| Atleta          | Evento             | 1       | 2       | 3       | 4       | 5       | 6       | 7       | 8       | 9       | 10      | M       | Puntos | Posición |
| --------------- | ------------------ | ------- | ------- | ------- | ------- | ------- | ------- | ------- | ------- | ------- | ------- | ------- | ------ | -------- |
| Clemente Seguel | Byte CII masculino | 6       | 7       | 13      | 25      | 18      | 6       | 15      |         |         |         |         |        |          |
| Kelly González  | Byte CII femenino  | 11      | 28      | 22      | 26      | 21      | 26      | 18      |         |         |         |         |        |          |